# Edmonton–Decore
Circonscription électorale provinciale du Canada
Edmonton-Decore (auparavant Edmonton-Glengarry) est une circonscription électorale provinciale de l'Alberta (Canada), située dans le nord d'Edmonton. Elle prend son nom du chef ancien du Parti libéral de l'Alberta, Laurence Decore. Son député actuel est le Néo-démocrate Chris Nielsen.

## Liste des députés
| Années             | Années             | Député             | Parti politique           |
| Edmonton-Glengarry | Edmonton-Glengarry | Edmonton-Glengarry | Edmonton-Glengarry        |
| ------------------ | ------------------ | ------------------ | ------------------------- |
|                    | 1975 - 1979        | Roland Cook        | Progressiste-conservateur |
|                    | 1979 - 1982        | Roland Cook        | Progressiste-conservateur |
|                    | 1982 - 1986        | Roland Cook        | Progressiste-conservateur |
|                    | 1986 - 1989        | John Younie        | Néo-démocrate             |
|                    | 1989 - 1993        | Laurence Decore    | Libéral                   |
|                    | 1993 - 1997        | Laurence Decore    | Libéral                   |
|                    | 1997 - 2001        | Bill Bonner        | Libéral                   |
|                    | 2001 - 2004        | Bill Bonner        | Libéral                   |
| Edmonton-Decore    |                    |                    |                           |
|                    | 2004 - 2008        | Bill Bonko         | Libéral                   |
|                    | 2008 - 2012        | Janice Sarich      | Progressiste-conservateur |
|                    | 2012 - 2015        | Janice Sarich      | Progressiste-conservateur |
|                    | 2015 - présent     | Chris Nielsen      | Néo-démocrate             |